# Nas (rapper)
 For alternative betydninger, se Nas. (Se også artikler, som begynder med Nas)
Nas (født Nasir bin Olu Dara Jones 14. september 1973 i Brooklyn) er en amerikansk rapper. Han er bedst kendt for sin klassiske debutplade Illmatic, som er et af de mest roste rapalbum, der er udgivet.

## Biografi
Nas voksede op i Queensbridge-kvarteret i New York, der er berygtet for det hårde sociale miljø.
Han havde en længere kamp mod sin rival Jay-Z, der fik stor opmærksomhed i medierne. I 2005 arrangerede Jay-Z en koncert, hvor han som en overraskelse bragte Nas med på scenen og erklærede, at disse skænderier ikke førte nogen vegne og, at de begge var venner igen. Senere skrev Nas kontrakt med pladeselskabet Def Jam.

## Diskografi
Studiealbums
- Illmatic (1994)
- It Was Written (1996)
- I Am... (1999)
- Nastradamus (1999)
- Stillmatic (2001)
- God's Son (2002)
- Street's Disciple (2004)
- Hip Hop is Dead (2006)
- Untitled (2008)
- Life Is Good (2012)
- Nasir (2018)
- King's Disease (2020)
- King's Disease II (2021)
- Magic (2021)
- King's Disease III (2022)
- Magic 2 (2023)
- Magic 3 (2023)

Opsamlingslabum
- The Album med The Firm (1997)
- Distant Relatives with Damian Marley (2010)

### Samarbejder
- Nas, Foxy Brown, AZ, and Nature Present The Firm: The Album (1996)
- Nas and Ill Will Records Present QB's Finest (2001)
- Nas, Papoose, Blitz, Quan, Busta Rhymes... Presented by DJ Dirty Harry: Living Legends Chapter 1 (2006)
- Nas + AZ: Executive Decisions, uofficiel (2007)

### Opsamlinger
- The Best of Nas, uofficiel (2002)
- Greatest Hits (2007)